# Episodi di The King of Queens (sesta stagione)
La sesta stagione della serie televisiva The King of Queens, composta da 24 episodi, è andata in onda negli Stati Uniti sul canale CBS dal 1º ottobre 2003 al 19 maggio 2004.
| nº | Titolo originale     | Titolo italiano                         | Prima TV USA     | Prima TV Italia |
| -- | -------------------- | --------------------------------------- | ---------------- | --------------- |
| 1  | Doug Less I          | Un weekend da non dimenticare. 1ª parte | 1º ottobre 2003  |                 |
| 2  | Doug Less II         | Un weekend da non dimenticare. 2ª parte | 1º ottobre 2003  |                 |
| 3  | King Pong            | Il re del ping pong                     | 8 ottobre 2003   |                 |
| 4  | Dreading Vows        | Promesse da mantenere                   | 15 ottobre 2003  |                 |
| 5  | Nocturnal Omission   |                                         | 22 ottobre 2003  |                 |
| 6  | Affidavit Justice    |                                         | 29 ottobre 2003  |                 |
| 7  | Secret Garden        |                                         | 12 novembre 2003 |                 |
| 8  | Eggsit Strategy      |                                         | 19 novembre 2003 |                 |
| 9  | Thanks Man           |                                         | 26 novembre 2003 |                 |
| 10 | American Idle        |                                         | 3 dicembre 2003  |                 |
| 11 | Santa Claustrophobia |                                         | 17 dicembre 2003 |                 |
| 12 | Dougie Houser        |                                         | 7 gennaio 2004   |                 |
| 13 | Frigid Heirs         |                                         | 14 gennaio 2004  |                 |
| 14 | Switch Sitters       |                                         | 11 febbraio 2004 |                 |
| 15 | Cheap Saks           |                                         | 11 febbraio 2004 |                 |
| 16 | Damned Yanky         |                                         | 18 febbraio 2004 |                 |
| 17 | Multiple Plots       |                                         | 25 febbraio 2004 |                 |
| 18 | Trash Talker         |                                         | 3 marzo 2004     |                 |
| 19 | Precedent Nixin'     |                                         | 17 marzo 2004    |                 |
| 20 | Foe: Pa              |                                         | 24 marzo 2004    |                 |
| 21 | Tank Heaven          |                                         | 7 aprile 2004    |                 |
| 22 | Alter Ego            |                                         | 5 maggio 2004    |                 |
| 23 | Icky Shuffle         |                                         | 12 maggio 2004   |                 |
| 24 | Awful Bigamy         |                                         | 19 maggio 2004   |                 |